# 李世雄 (摔跤运动员)
李世雄（1998年12月22日—），朝鲜男子摔跤运动员，2014年夏季青年奥运会男子古典式42公斤级金牌得主、2019年世界军人运动会男子古典式60公斤级金牌得主、2022年亚洲运动会男子古典式60公斤级铜牌得主。